# РБМК
РБМК (на руски: Реактор большой мощности канальный) са серия ядрени реактори с графитен забавител, разработвани и конструирани в Съветския съюз. Представляват кипящи реактори на топлинни неутрони. Главен конструктор на РБМК е Николай Долежал. Към днешна дата серията включва три поколения реактори.
Основното експлоатационно различие между реакторите с графитен забавител (РБМК) и водно-водните енергийни реактори (ВВЕР) е свързано с показателя „мощностен коефициент на реактивността“. При реактори от типа ВВЕР, каквито са козлодуйските, той е отрицателен, което ще рече, че при нарастване на температурата и топлината в ядрото, независимо от породилата я причина, в реактора настъпват промени, които довеждат до загуба на мощността. Когато за забавител се използват графитни тухли, при реакторите тип РБМК, като този в Чернобил, с увеличаване на температурата, се увеличава драстично и мощността на реактора. Получава се неограничено нарастване на мощността (разгон). Такива типове реактори е задължително да бъдат подложени на постоянно охлаждане.

## Конструкция
Една от целите при разработката на реактора РБМК е подобряването на топлинния цикъл. Решението на този проблем е свързано с разработката на конструкционните материали и слабо поглъщащите неутрони. Намаляването на неутронната абсорбция в конструкционните материали дава възможност да се използва по-евтино ядрено гориво с ниско обогатен уран (по първоначален проект – 1,8%). По-късно степента на обогатяване на урана е увеличена.

### РБМК-1000
Основата на активната зона на РБМК-1000 е съставена от графитен цилиндър с височина 7 m и диаметър 11,8 m, построен от блокове с по-малки размери, които изпълняват ролята на забавител. В графита са пробити голям брой вертикални отвори, като през всеки от тях преминава тръба под налягане (т.нар. технологичен канал). Централната част на тръбата, разположена в активната зона, е изготвена от сплав на цирконий с 2,5% ниобий, която има високи механични и корозионни свойства. Горните и долните части на тръбата са направени от неръждаема стомана. Циркониевите и стоманените части на тръбите са съединени чрез заварени преходници.
При проектирането на РБМК, поради недостатъци в изчислителните методи, е избрано неоптимално разпределение на решетките на каналите. В резултат реакторът се оказва твърде забавителен, което води до положителна стойност на мощностния коефициент на реактивност в работната зона, надхвърляйки частта на забавените неутрони. До аварията в Чернобил техниката, използвана за изчисляване на кривата на мощностния коефициент на реактивност, показва, че въпреки положителния коефициент в работната зона, съдържанието на пара се увеличава, следователно тази стойност се променя така, че дехидриращият ефект се оказва отрицателен. Съответно съставът и производителността на системата за безопасност се проектират с отчитане на тази характеристика. Въпреки това, както се оказва след аварията в Чернобил, преценената стойност на мощностния коефициент на реактивност в зоните с високо съдържание на пара е била сгрешена – вместо отрицателна, тя се оказва положителна. За променяне на мощностния коефициент на реактивност се изпълняват ред действия, като например в някои канали вместо гориво, да се поставят допълнителни поглъщащи пръти. След това, за подобряване на икономическите показатели на РБМК енергоблока, допълнителните пръти се изваждат, а с цел да се достигнат зададените неутронно-физически характеристики, започват да се използват по-високо обогатено гориво с изгарящ поглъщащ елемент (ербиев оксид).
Във всеки топлинен канал се поставя касета, съставена от два топлоотделящи монтажа – горен и долен. Във всеки монтаж има 18 топлоотделящи елементи. Обвивката на топлоотделящите елементи е запълнена с таблетки от уранов диоксид. Първоначалният проект предвижда използването на уран-235 обогатен на 1,8%, но след това се оказва по-целесъобразно този процент на обогатяване да се повиши. По-обогатеният уран в съчетание с използването на изгарящ поглъщащ елемент в горивото позволява да се подобри контрола над реактора, безопасността и неговите икономически показатели. Към днешно време стремежът е да се използва гориво, обогатено на 2,8%.
Реакторът РБМК работи по едноконтурна схема. Циркулацията на топлоносителя се осъществява в контур за многократна принудителна циркулация (КМПЦ). В активната зона има вода, охлаждаща топлоотделящите елементи, която се изпарява частично и образува пароводна смес, която на свой ред постъпва в барабан-сепараторите. В барабан-сепараторите се случва отделянето на парата, която преминава към турбоагрегат. Останалата вода се смесва с питейна вода и с помощта на главните циркулационни помпи (ГЦП) се подава към активната зона на реактора. Отделената наситена пара (с температура ~284 °C) под налягане (70 – 65 kgf/cm2) постъпва в турбогенераторите с електрическа мощност от 500 MW. След това парата се кондензира, преминава през регенеративни нагреватели и деаератор и се подава с помощта на помпи към КМПЦ.
Реактори тип РБМК-1000 са инсталирани в Ленинградската, Курската, Чернобилската и Смоленската АЕЦ.

### РБМК-1500
При РБМК-1500 мощността е увеличена, поради повишаване на специфичната енергийна интензивност на активната зона чрез увеличаване на мощността на топлинния канал 1,5 пъти като конструкцията му се запазва. Това се постига чрез усилване на топлоотделянето от топлоотделящите елементи с помощта на т.нат. турболизатори в горната част на двата топлоотделящи монтажа. Това позволява да се запазят предните габарити и общата конструкция на реактора.
В процеса на експлоатация става ясно, че поради голямата неравномерност на топлоотделянето, периодично възникващи високи (пикови) мощности в отделните канали водят до разцепване на обвивките на топлоотделящите елементи. Поради тази причина мощността е понижена до 1300 MW.
Този вид реактори са спрени в Игналинската АЕЦ в Литва и са се планирали за инсталиране по първоначален проект за строеж на АЕЦ близо до Кострома.

### РБМК-2000, РБМК-3600, РБМКП-2400, РБМКП-4800
Благодарение на общата особеност на дизайна на реакторите RBMK, в които активната зона е съставена от голям брой от еднотипни елементи, идеята за по-нататъшно увеличаване на мощността се открива сама.

#### РБМК-2000, РБМК-3600
В проекта РБМК-2000 увеличаването на мощността се планира за сметка на увеличаване на диаметъра на топлинния канал, броя на топлоотделящите елементи в касетата и разпределението на тръбната решетка на топлинния канал. При това реакторът остава с предните габарити.
РБМК-3600 е само концептуален проект, а за неговите конструкционни особености се знае малко. Вероятно, въпросът за повишаването на отделената топлина в него се решава по подобие на РБМК-1500, без изменение на конструкцията на неговата РБМК-2000 основа и без увеличение на активната зона.

#### РБМКП-2400, РБМКП-4800
В проектите РБМКП-2400 и РБМКП-4800 активната зона има форма не на цилиндър, а на правоъгълен паралелепипед. За постигането на температура на парата от 450 °C реакторите са оборудвани с паронагревателни канали, а обвивките на топлоотделящите елементи се правят от неръждаема стомана. С цел каналните тръби да не приемат прекалено много неутрони, те могат да се оставят с покритие от цирконий и калай, а между топлоотделящите монтажи и стената на канала да се постави кожух от наситена пара. Реакторите са разделени на секции за инсталиране на отделни части, а не на целия реактор.

### МКЕР
Проектите МКЕР са еволюционно развитие на реакторите РБМК. При тях са отчетени нови, по-строги изисквания за безопасност и са отстранени главните недостатъци на предните реактори от този тип.
Работата по МКЕР-800 и МКЕР-1000 се основава на естествената циркулация на топлоносителя, подсилвана от водо-водни инжектори. МКЕР-1000, с оглед на големия с размер и мощности, работи с принудителна циркулация на топлоносителя, развивана от главни циркулационни помпи. Реакторите от серията МКЕР са снабдени с двойна защитна обвивка – първата е стоманена, а втората е железобетонна. Диаметърът на защитната обвивка на МКЕР-1500 е 56 m. С оглед на доброто неутронно равновесие МКЕР имат много нисък разход на природен уран (при МКЕР-1500 консумацията е 16,7 kg/MWh).
Очакваният КПД е 35,2%, а очакваната продължителност на работа е 50 години.

## Характеристики на РБМК
| Характеристика                                                          | РБМК-1000     | РБМК-1500     | РБМКП-2400 (проект) | МКЕР-1500 (проект) |
| ----------------------------------------------------------------------- | ------------- | ------------- | ------------------- | ------------------ |
| Топлинна мощност на реактора, MW                                        | 3200          | 4800          | 5400                | 4250               |
| Електрическа мощност на блока, MW                                       | 1000          | 1500          | 2000                | 1500               |
| КПД на блока, %                                                         | 31,3          | 31,3          | 37,0                | 35,2               |
| Налягане на парата пред турбината, atm                                  | 65            | 65            | 65                  | 65                 |
| Температура на парата пред турбината, °C                                | 280           | 280           | 450                 |                    |
| Размери на активната зона, m:                                           |               |               |                     |                    |
| – височина                                                              | 7             | 7             | 7,05                | 7                  |
| – диаметър (ширина×дължина)                                             | 11,8          | 11,8          | 7,05×25,38          | 14                 |
| Зареждане с уран, t                                                     | 192           | 189           | 220                 |                    |
| Обогатение, % 235U                                                      |               |               |                     |                    |
| – в изпарителния канал                                                  | 2,6 – 3,0     | 2,6 – 2,8     | 1,8                 | 2 – 3,2            |
| – в прегревателния канал                                                | —             | —             | 2,2                 | —                  |
| Брой канали:                                                            |               |               |                     |                    |
| – изпарителни                                                           | 1693 – 1661   | 1661          | 1920                | 1824               |
| – прегревателни                                                         | —             | —             | 960                 | —                  |
| Средно изгаряне, MW·ден/kg:                                             |               |               |                     |                    |
| – в изпарителния канал                                                  | 22,5          | 25,4          | 20,2                | 30 – 45            |
| – в прегревателния канал                                                | —             | —             | 18,9                | —                  |
| Размери на обвивката на топлоотделящия елемент (диаметър×дебелина), mm: |               |               |                     |                    |
| – изпарителен канал                                                     | 13,5×0,9      | 13,5×0,9      | 13,5×0.9            | —                  |
| – прегревателен канал                                                   | —             | —             | 10×0,3              | —                  |
| Материал на обвивката на топлоотделящия елемент:                        |               |               |                     |                    |
| – изпарителен канал                                                     | Zr + 2,5 % Nb | Zr + 2,5 % Nb | Zr + 2,5 % Nb       | —                  |
| – прегревателен канал                                                   | —             | —             | неръждаема стомана  | —                  |

## Списък на реакторите РБМК
Легенда:
| – работещ реактор        |  | – спрян реактор    |  |                   |  |
| – реактор в строителство |  | – разрушен реактор |  | – отменен реактор |  |
| Енергоблок  | Тип реактор | Статут                               | Нетен капацитет (MWe) | Брутен капацитет (MWe) |
| ----------- | ----------- | ------------------------------------ | --------------------- | ---------------------- |
| Чернобил-1  | РБМК-1000   | спрян през 1996 г.                   | 740                   | 800                    |
| Чернобил-2  | РБМК-1000   | спрян през 1991 г.                   | 925                   | 1000                   |
| Чернобил-3  | РБМК-1000   | спрян през 2000 г.                   | 925                   | 1000                   |
| Чернобил-4  | РБМК-1000   | разрушен през 1986 г.                | 925                   | 1000                   |
| Чернобил-5  | РБМК-1000   | строителството е спряно през 1988 г. | 950                   | 1000                   |
| Чернобил-6  | РБМК-1000   | строителството е спряно през 1988 г. | 950                   | 1000                   |
| Игналина-1  | РБМК-1500   | спрян през 2004 г.                   | 1185                  | 1300                   |
| Игналина-2  | РБМК-1500   | спрян през 2009 г.                   | 1185                  | 1300                   |
| Игналина-3  | РБМК-1500   | строителството е спряно през 1988 г. | 1380                  | 1500                   |
| Игналина-4  | РБМК-1500   | планът е отменен през 1988 г.        | 1380                  | 1500                   |
| Кострома-1  | РБМК-1500   | строителството е спряно през 1980-те | 1380                  | 1500                   |
| Кострома-2  | РБМК-1500   | строителството е спряно през 1980-те | 1380                  | 1500                   |
| Курск-1     | РБМК-1000   | спрян през декември 2021 г.          | 925                   | 1000                   |
| Курск-2     | РБМК-1000   | спрян през 2024 г.                   | 925                   | 1000                   |
| Курск-3     | РБМК-1000   | работещ до 2029 г.                   | 925                   | 1000                   |
| Курск-4     | РБМК-1000   | работещ до 2030 г.                   | 925                   | 1000                   |
| Курск-5     | РБМК-1000   | строителството е спряно през 2012 г. | 925                   | 1000                   |
| Курск-6     | РБМК-1000   | строителството е спряно през 1993 г. | 925                   | 1000                   |
| Ленинград-1 | РБМК-1000   | спрян през 2018 г.                   | 925                   | 1000                   |
| Ленинград-2 | РБМК-1000   | спрян през декември 2020 г.          | 925                   | 1000                   |
| Ленинград-3 | РБМК-1000   | работещ до 2025 г.                   | 925                   | 1000                   |
| Ленинград-4 | РБМК-1000   | работещ до 2026 г.                   | 925                   | 1000                   |
| Смоленск-1  | РБМК-1000   | работещ до 2028 г.                   | 925                   | 1000                   |
| Смоленск-2  | РБМК-1000   | работещ до 2030 г.                   | 925                   | 1000                   |
| Смоленск-3  | РБМК-1000   | работещ до 2034 г.                   | 925                   | 1000                   |
| Смоленск-4  | РБМК-1000   | строителството е спряно през 1993 г. | 925                   | 1000                   |